# Wolfgang Clausen
Wolfgang Clausen (* 25. Dezember 1935 in Kiel; † 22. Januar 2025) war ein deutscher Jurist und Verwaltungsbeamter sowie Staatssekretär im Kultusministerium von Schleswig-Holstein.
|

## Leben
Clausen nahm 1956 ein Studium der Rechtswissenschaft an den Universitäten in Würzburg und Kiel auf, das er 1960 mit der Ersten Juristischen Staatsprüfung abschloss. 1956 wurde er Mitglied der Landsmannschaft Troglodytia Kiel. Er absolvierte das Referendariat im Bezirk des Schleswig-Holsteinischen Oberlandesgerichtes, bestand 1964 die Zweite Juristische Staatsprüfung und promovierte im gleichen Jahr am Institut für Internationales Recht der Universität Kiel zum Dr. jur. (Dissertation: Die Staatwerdung Ghanas – Studie über die Verfassungsentwicklung kolonialer Gebiete zum unabhängigen Staat). Im Anschluss trat er den Verwaltungsdienst des Landes Schleswig-Holstein ein und war bis 1973 im Innenministerium und in der Staatskanzlei tätig, zuletzt als Ministerialrat.
Clausen war vom 1. Oktober 1973 bis zum 30. April 1985 Landrat des Kreises Ostholstein. Vom 1. Mai 1985 bis zum 31. Mai 1988 amtierte er als Staatssekretär im Kultusministerium des Landes Schleswig-Holstein.
Clausen wurde 1989 als Rechtsanwalt zugelassen und arbeitete bis 1999 als Angestellter und selbständiger Rechtsanwalt in Oldenburg in Holstein und Kiel. Im Anschluss nahm er eine Tätigkeit als Rechtsanwalt in Hamburg auf.